# Halowe Mistrzostwa Świata w Lekkoatletyce 2016 – bieg na 400 m mężczyzn
Bieg na 400 metrów mężczyzn – jedna z konkurencji biegowych rozgrywanych podczas halowych lekkoatletycznych mistrzostw świata w Oregon Convention Center w Portlandzie.
Tytuł mistrzowski z 2014 roku obronił Czech Pavel Maslák.

## Minimum kwalifikacyjne
Aby zakwalifikować się do mistrzostw, należało wypełnić minimum kwalifikacyjne wynoszące 46,70 (hala) lub 45,10 na otwartym stadionie (uzyskane w okresie od 1 stycznia 2015 do 7 marca 2016).

## Terminarz
| Data     | Godzina |            |
| -------- | ------- | ---------- |
| 18 marca | 11:45   | Eliminacje |
| 18 marca | 19:45   | Półfinały  |
| 19 marca | 19:05   | Finał      |

## Rekordy
W poniższej tabeli przedstawiono (według stanu przed rozpoczęciem mistrzostw) halowe rekordy świata, poszczególnych kontynentów oraz halowych mistrzostw świata.
|                                   | Zawodnik          | Wynik | Miejsce      | Data                  |
| --------------------------------- | ----------------- | ----- | ------------ | --------------------- |
| Halowy rekord świata              | Kerron Clement    | 44,57 | Fayetteville | 12 marca 2005(dts)    |
| Rekord halowych mistrzostw świata | Nery Brenes       | 45,11 | Stambuł      | 10 marca 2012(dts)    |
| Halowy rekord Afryki              | Sunday Bada       | 45,51 | Paryż        | 9 marca 1997(dts)     |
| Halowy rekord Ameryki Południowej | Bayano Kamani     | 46,26 | Boston       | 29 stycznia 2005(dts) |
| Halowy rekord Ameryki Północnej   | Kerron Clement    | 44,57 | Fayetteville | 12 marca 2005(dts)    |
| Halowy rekord Australii i Oceanii | Daniel Batman     | 45,93 | Birmingham   | 2 marca 2003(dts)     |
| Halowy rekord Azji                | Abd al-Ilah Harun | 45,39 | Sztokholm    | 19 lutego 2015(dts)   |
| Halowy rekord Europy              | Thomas Schönlebe  | 45,05 | Sindelfingen | 5 lutego 1988(dts)    |

## Listy światowe
Tabela przedstawia 10 najlepszych wyników uzyskanych w sezonie halowym 2016 przed rozpoczęciem mistrzostw.
| Lp. | Zawodnik            | Wynik | Data        | Miejsce         |
| --- | ------------------- | ----- | ----------- | --------------- |
| 1.  | Bralon Taplin       | 45,20 | 16 stycznia | College Station |
| 2.  | Lalonde Gordon      | 45,51 | 20 lutego   | Nowy Jork       |
| 3.  | Deon Lendore        | 45,56 | 19 lutego   | Fayetteville    |
| 4.  | Michael Cherry      | 45,61 | 26 lutego   | Fayetteville    |
| 5.  | Marqueze Washington | 45,72 | 19 lutego   | Fayetteville    |
| 6.  | Kahmari Montgomery  | 45,78 | 27 lutego   | Fayetteville    |
| 7.  | Arman Hall          | 45,79 | 27 lutego   | Fayetteville    |
| 8.  | Vernon Norwood      | 45,80 | 12 lutego   | Portland        |
| 9.  | Calvin Smith        | 45,86 | 31 stycznia | Birmingham      |
| 10. | Abd al-Ilah Harun   | 45,88 | 20 lutego   | Doha            |

## Wyniki
| CR – rekord mistrzostw \| NR – rekord kraju \| AR – rekord kontynentu \| SB – najlepszy wynik w sezonie \| PB – rekord życiowy |

### Eliminacje
Awans: Pierwszych dwóch z każdego biegu (Q) oraz dwóch z najlepszymi czasami wśród przegranych (q).
Źródło: IAAF
| Pozycja | Bieg | Tor | Zawodnik                | Reprezentacja      | Czas  | Uwagi     |
| ------- | ---- | --- | ----------------------- | ------------------ | ----- | --------- |
| 1.      | 4    | 6   | Abd al-Ilah Harun       | Katar              | 46,15 | Q         |
| 2.      | 3    | 5   | Bralon Taplin           | Grenada            | 46,24 | Q         |
| 3.      | 1    | 5   | Deon Lendore            | Trynidad i Tobago  | 46,38 | Q         |
| 4.      | 1    | 4   | Boniface Ontuga Mweresa | Kenia              | 46,44 | Q         |
| 5.      | 5    | 5   | Pavel Maslák            | Czechy             | 46,57 | Q         |
| 6.      | 1    | 6   | Kyle Clemons            | Stany Zjednoczone  | 46,66 | q         |
| 7.      | 1    | 3   | Alonzo Russell          | Bahamy             | 46,66 | q         |
| 8.      | 2    | 5   | Lalonde Gordon          | Trynidad i Tobago  | 46,72 | Q         |
| 9.      | 5    | 4   | Luka Janežič            | Słowenia           | 46,79 | Q         |
| 10.     | 3    | 6   | Yavuz Can               | Turcja             | 46,82 | Q         |
| 11.     | 2    | 6   | Fitzroy Dunkley         | Jamajka            | 46,83 | Q         |
| 12.     | 2    | 4   | Lucas Bua               | Hiszpania          | 46,86 |           |
| 13.     | 4    | 2   | Nery Brenes             | Kostaryka          | 46,92 | Q         |
| 14.     | 2    | 3   | Philip Osei             | Kanada             | 47,00 |           |
| 15.     | 4    | 4   | Chidi Okezie            | Nigeria            | 47,05 |           |
| 16.     | 3    | 1   | Ricardo Chambers        | Jamajka            | 47,07 |           |
| 17.     | 4    | 3   | Batuhan Altıntaş        | Turcja             | 47,21 |           |
| 18.     | 3    | 3   | Marek Niit              | Estonia            | 47,39 |           |
| 19.     | 5    | 3   | Liemarvin Bonevacia     | Holandia           | 47,48 |           |
| 20.     | 5    | 1   | Payton Hazzard          | Grenada            | 47,61 |           |
| 21.     | 3    | 2   | Alberth Bravo           | Wenezuela          | 47,63 | PB        |
| 22.     | 3    | 4   | Emmanuel Dasor          | Ghana              | 47,86 |           |
| 23.     | 2    | 1   | Gustavo Cuesta          | Dominikana         | 48,46 |           |
| 24.     | 1    | 2   | George Erazo            | Salwador           | 49,66 |           |
| 25.     | 5    | 2   | Mowen Boino             | Papua-Nowa Gwinea  | 49,81 | PB        |
| 26.     | 4    | 1   | Kristijan Jefremow      | Macedonia Północna | 50,28 |           |
| –       | 4    | 5   | Vernon Norwood          | Stany Zjednoczone  | DSQ   | R163.3(b) |
| –       | 5    | 6   | Michael Mathieu         | Bahamy             | DSQ   |           |
| –       | 1    | 2   | Sadam Koumi             | Sudan              | DNS   |           |
| –       | 2    | 1   | Orukpe Eraiyokan        | Nigeria            | DNS   |           |

### Półfinały
Awans: Pierwszych trzech z każdego biegu (Q).
Źródło: IAAF
| Pozycja | Bieg | Tor | Zawodnik                | Reprezentacja     | Czas  | Uwagi     |
| ------- | ---- | --- | ----------------------- | ----------------- | ----- | --------- |
| 1.      | 1    | 6   | Bralon Taplin           | Grenada           | 45,38 | Q         |
| 2.      | 2    | 6   | Pavel Maslák            | Czechy            | 45,71 | Q         |
| 3.      | 2    | 5   | Abd al-Ilah Harun       | Katar             | 45,71 | Q,        |
| 4.      | 2    | 4   | Lalonde Gordon          | Trynidad i Tobago | 46,03 | Q         |
| 5.      | 1    | 5   | Deon Lendore            | Trynidad i Tobago | 46,23 | Q         |
| 6.      | 1    | 4   | Boniface Ontuga Mweresa | Kenia             | 46,33 | Q,        |
| 7.      | 1    | 2   | Nery Brenes             | Kostaryka         | 46,49 | SB        |
| 8.      | 2    | 3   | Yavuz Can               | Turcja            | 46,82 |           |
| 9.      | 1    | 1   | Kyle Clemons            | Stany Zjednoczone | 46,91 |           |
| 10.     | 2    | 1   | Alonzo Russell          | Bahamy            | 47,07 |           |
| 11.     | 2    | 2   | Fitzroy Dunkley         | Jamajka           | 47,13 |           |
| –       | 1    | 3   | Luka Janežič            | Słowenia          | DNS   | R163.3(b) |

### Finał
Źródło: IAAF
| Pozycja | Tor | Zawodnik                | Reprezentacja     | Czas  | Uwagi |
| ------- | --- | ----------------------- | ----------------- | ----- | ----- |
| 01 !    | 5   | Pavel Maslák            | Czechy            | 45,44 |       |
| 02 !    | 3   | Abd al-Ilah Harun       | Katar             | 45,59 | SB    |
| 03 !    | 4   | Deon Lendore            | Trynidad i Tobago | 46,17 |       |
| 4.      | 6   | Bralon Taplin           | Grenada           | 46,56 |       |
| 5.      | 2   | Boniface Ontuga Mweresa | Kenia             | 46,86 |       |
| 6.      | 1   | Lalonde Gordon          | Trynidad i Tobago | 47,62 |       |